# Taro Goto
Taro Goto (後藤 太郎 Gotō Tarō?,  nacido el 24 de diciembre de 1969 en Hiroshima) es un exfutbolista japonés. Jugaba de delantero y su último club fue el Sagan Tosu de Japón.

## Trayectoria

### Clubes
| Club                 | País  | Año         |
| -------------------- | ----- | ----------- |
| Nagoya Grampus Eight | Japón | 1992 - 1995 |
| JEF United Ichihara  | Japón | 1995 - 1996 |
| Sagan Tosu           | Japón | 1997 - 1998 |